# Smilax
Smilax L. è un genere di piante floreali, diffuso in tutto il mondo nelle zone tropicali e subtropicali. È l'unico genere della famiglia Smilacaceae.

## Etimologia
Il nome del genere è un riferimento al mito greco di Croco e della ninfa Smilace (Smilax): sebbene questo mito abbia numerose varianti, esso è comunque centrato intorno all'amore non corrisposto di un mortale che viene trasformato dagli dei in una pianta di zafferano e la ninfa dei boschi, di cui era innamorato, viene trasformata nella pianta che da lei prende il nome.

## Descrizione
Queste piante crescono come arbusti, formando boschetti impenetrabili. Esse crescono come rampicanti anche su alberi e altre piante alte fino a 10 m, le loro spine uncinate permettono di arrampicarsi sui loro rami. Il genere comprende sia specie a foglia caduca che sempreverdi. Le foglie hanno forma di cuore e la loro lunghezza varia da 4 a 30 cm, a seconda della specie.
Le piante fioriscono in maggio e giugno con fiori bianchi o verdi a grappoli. Se vi è impollinazione, la pianta produce una bacca sferica di colore dal rosso brillante al blu-nero di diametro da 5–10 mm che matura in autunno.
La bacca è di tessuto gommoso e ha un grosso seme sferico al centro. Il frutto rimane intatto durante l'inverno, quando gli uccelli e altri animali se ne cibano per sopravvivere. I semi passano intatti nelle feci degli animali. Poiché molte colonie di Smilax sono cloni singoli che sono stati diffuse dal rizoma, i due sessi possono non essere presenti in un luogo, nel qual caso non si ha formazione di frutto.

## Biologia
Smilax è una pianta molto resistente, capace di crescere dai suoi rizomi dopo essere stata tagliata o arsa da un incendio boschivo. Questo, insieme al fatto che gli uccelli e gli altri piccoli animali che se ne cibano ne diffondono i semi su vaste aree, rende molto difficile disfarsi della pianta. Essa cresce al meglio in terreni boscosi umidi con un'acidità del suolo di pH tra 5 e 6. Questi semi hanno le migliori probabilità di crescita dopo essere stati esposti al gelo.

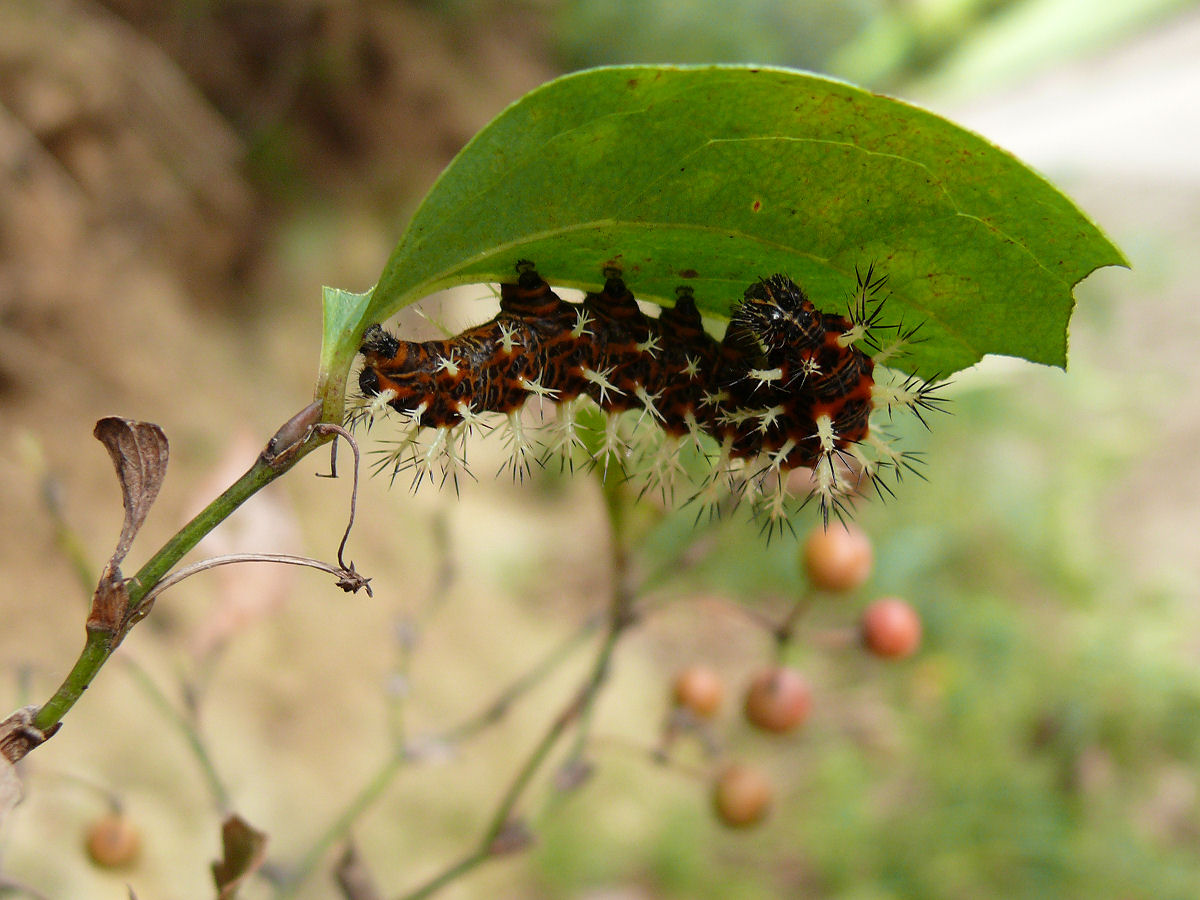
Kaniska canace su Smilax china

Oltre alle loro bacche, che forniscono un importante cibo a uccelli e ad altri animali durante l'inverno, queste piante offrono protezione a molti animali. I rami spinosi possono effettivamente proteggerli dai predatori più grossi, che non possono penetrare nel groviglio spinoso. Cervi e altri mammiferi erbivori ne mangiano le foglie, come fanno anche alcuni invertebrati quali i lepidotteri (farfalle e falene) che spesso suggono il nettare dai fiori.
Tra i lepidotteri che utilizzano le Smilax vi sono Tagiades litigiosa (Hesperiidae) ed Eurema smilax (Pieridae), o falene come il peculiare e talvolta non volatile genere Thyrocopa.
Particolarmente ghiotti di Smilax sono alcuni bruchi di Nymphalidae, ad esempio quelli di:
- Faunis spp.
- Kaniska canace, di S. china
- Phalanta phalantha, di S. tetragona

## Tassonomia

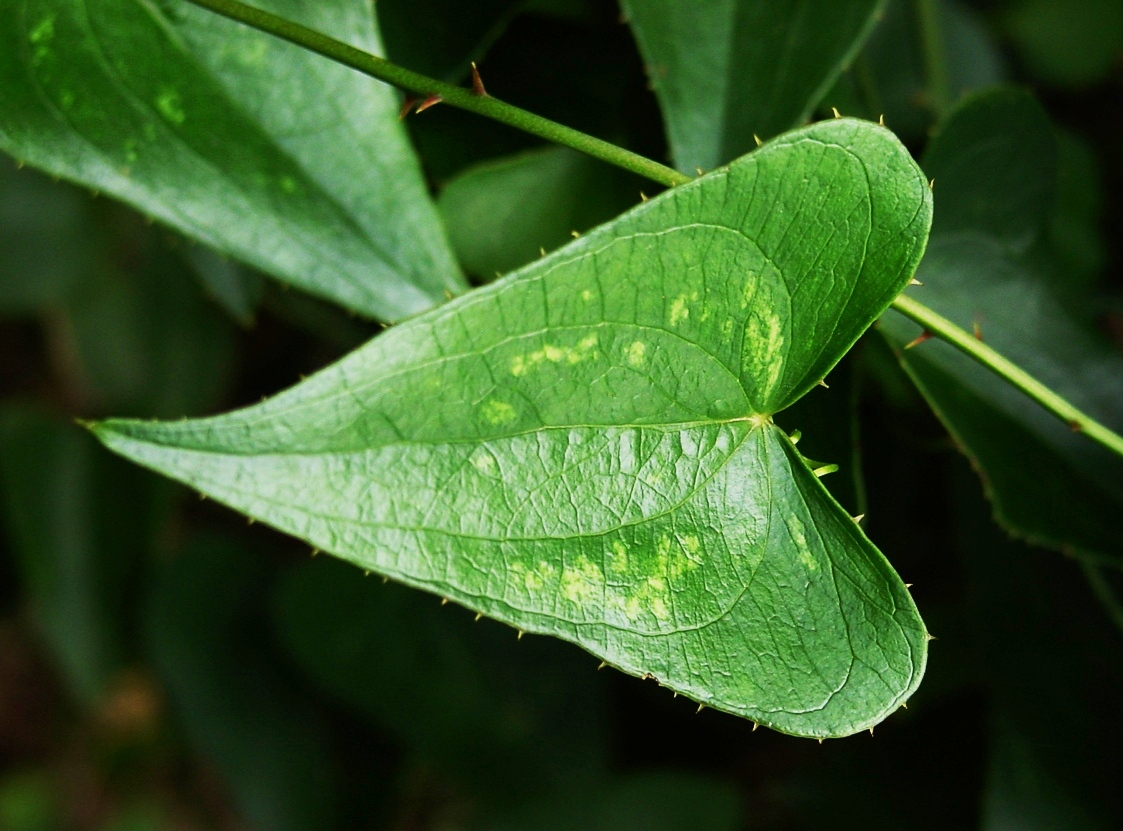
Smilax aspera

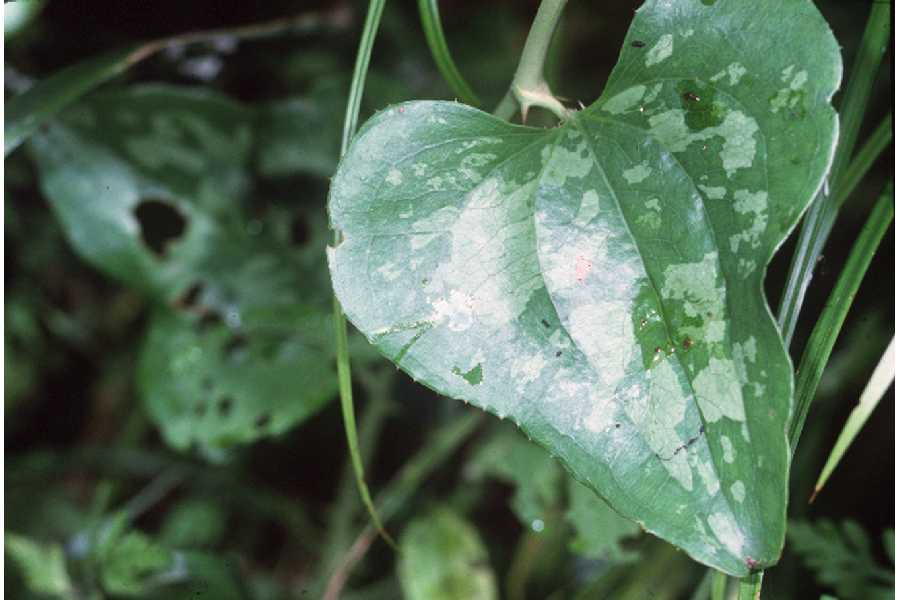
Smilax bona-nox

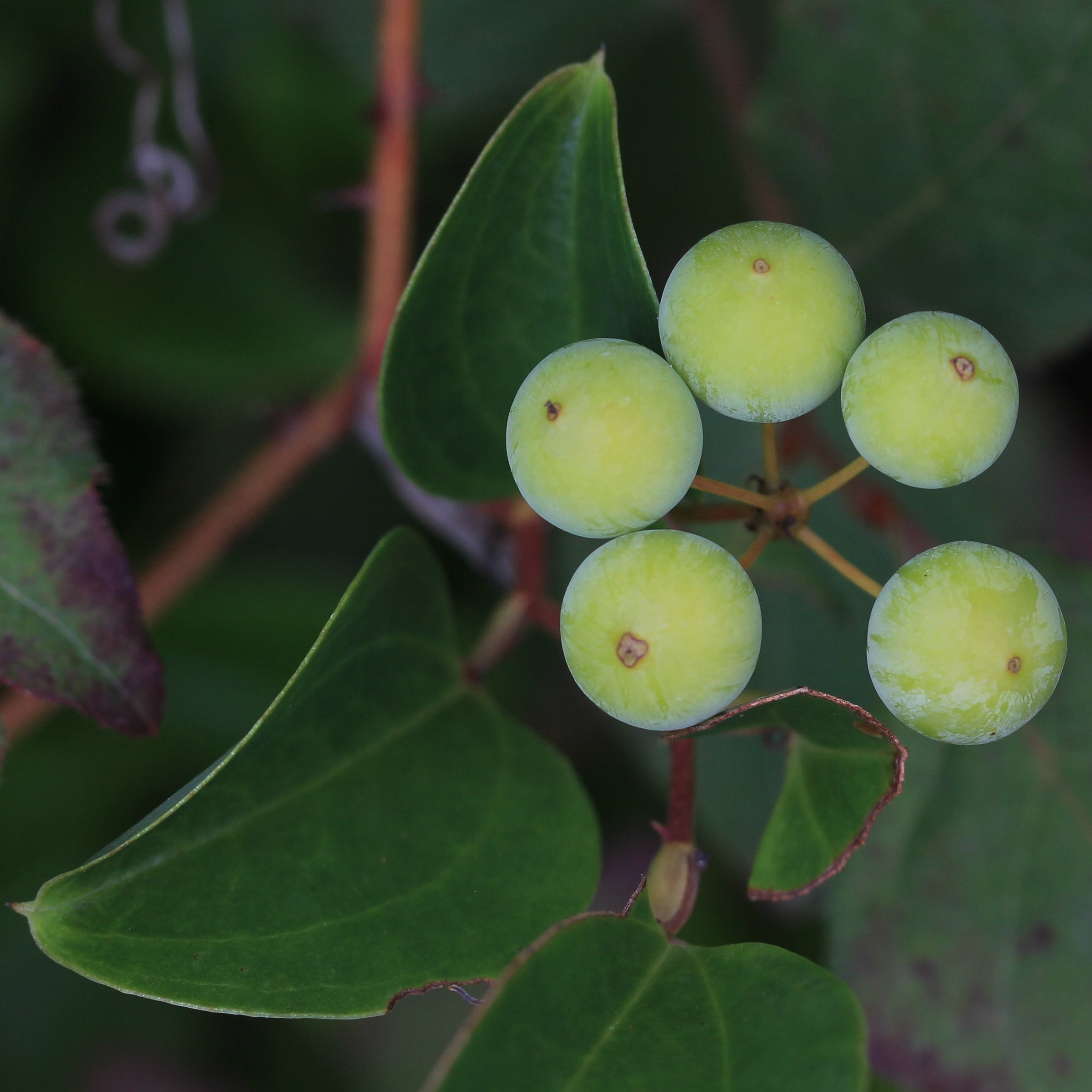
Smilax china

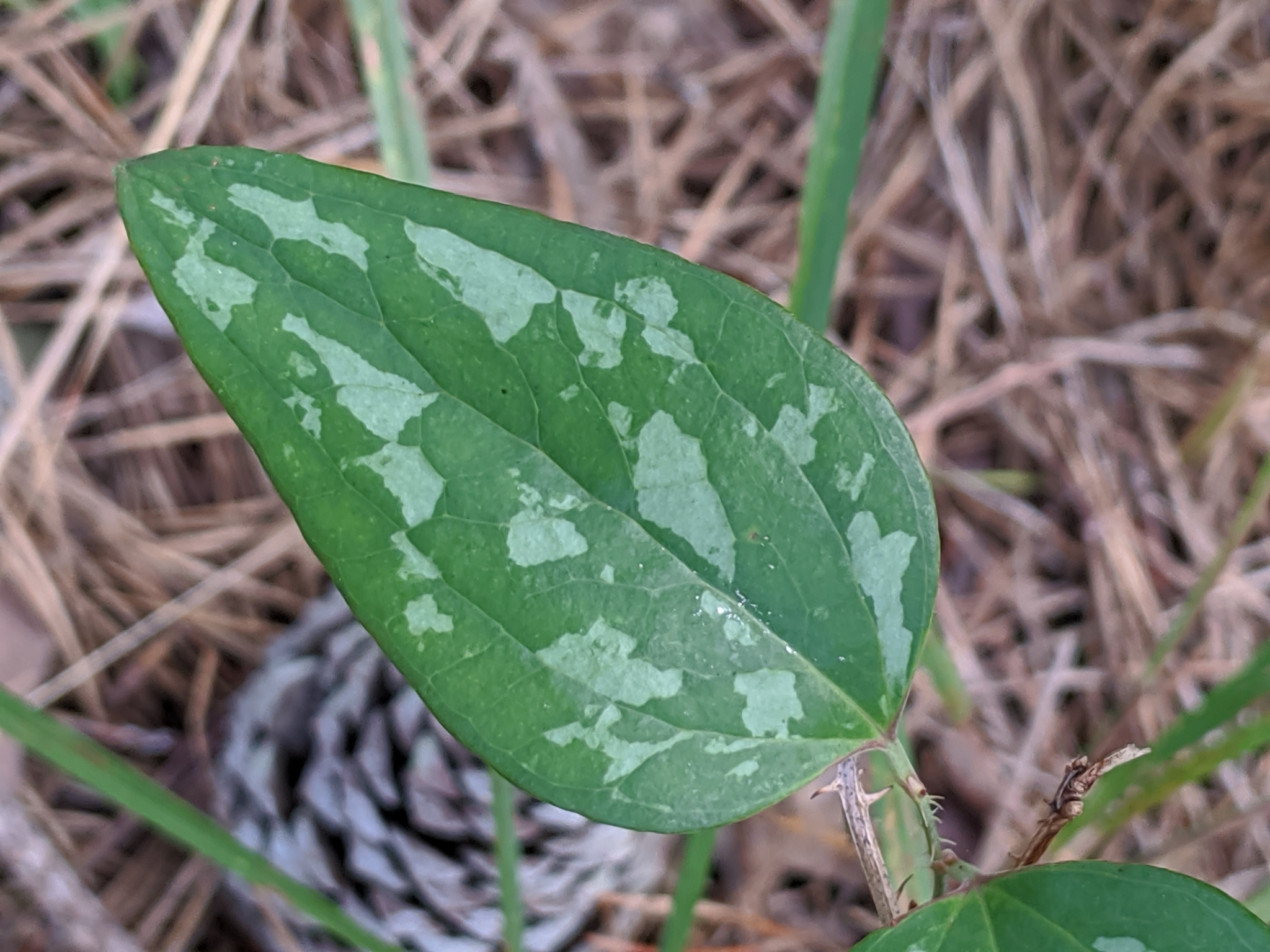
Smilax glauca

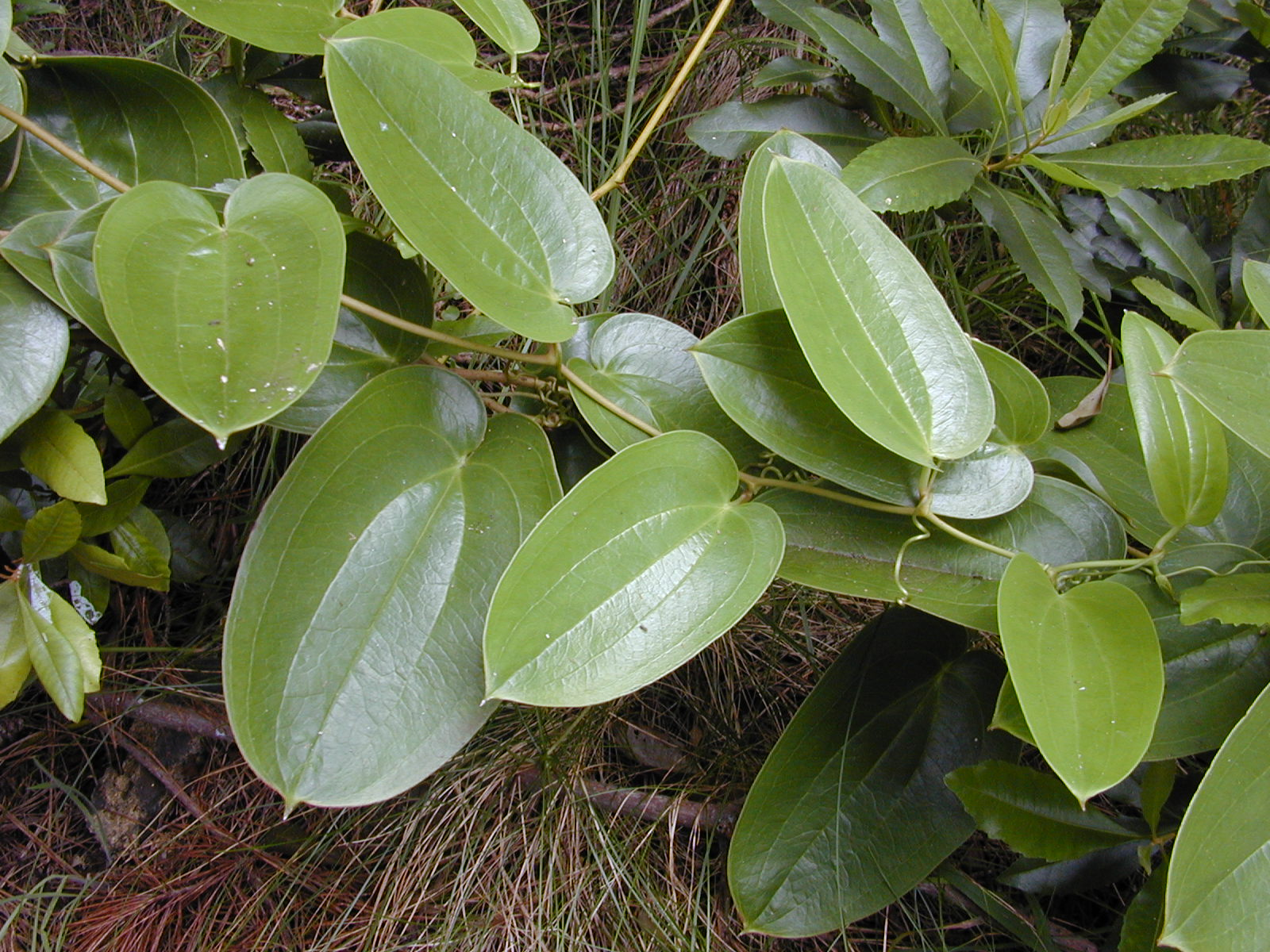
Smilax melastomifolia

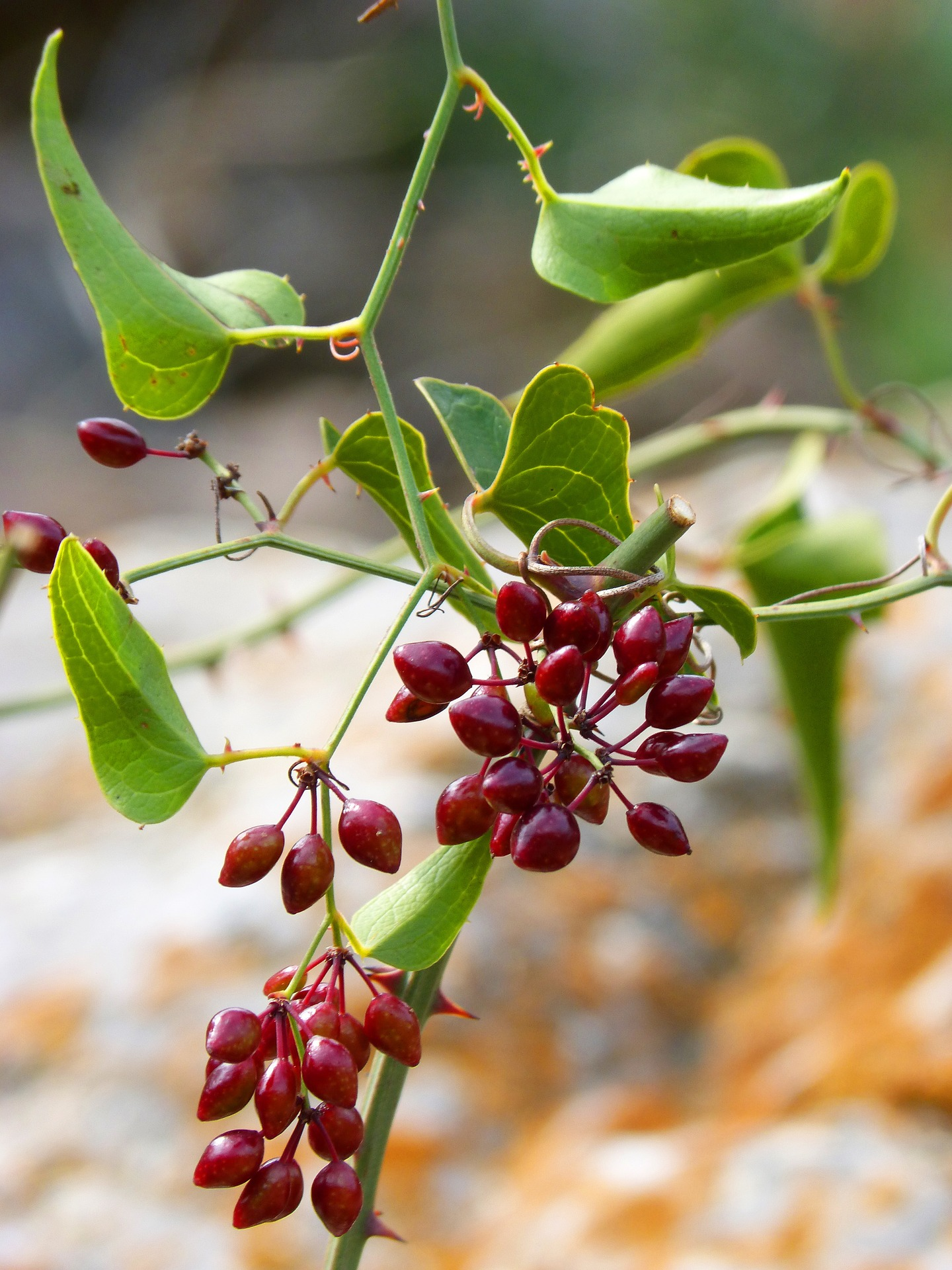
Smilax ornata

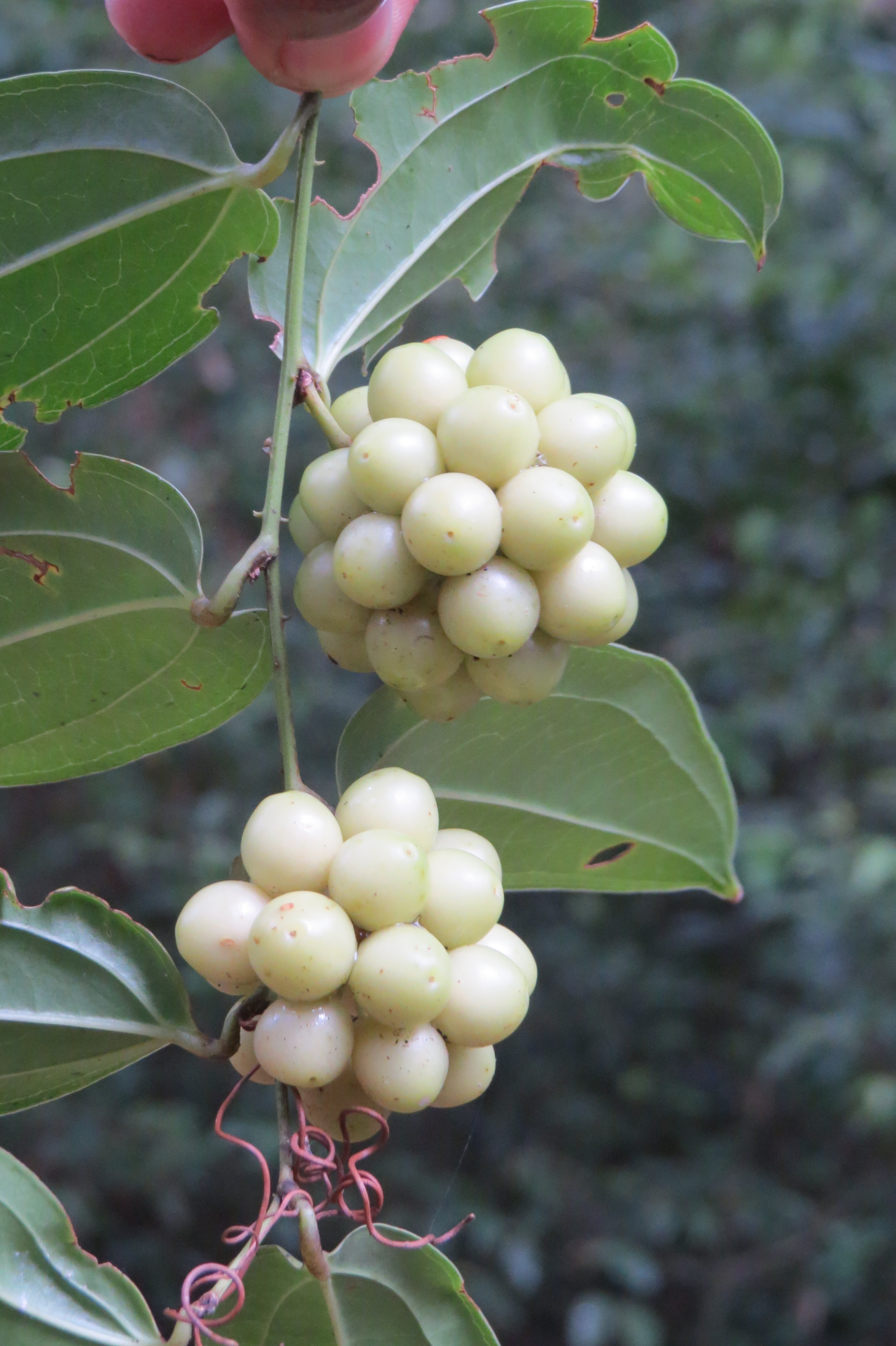
Smilax perfoliata

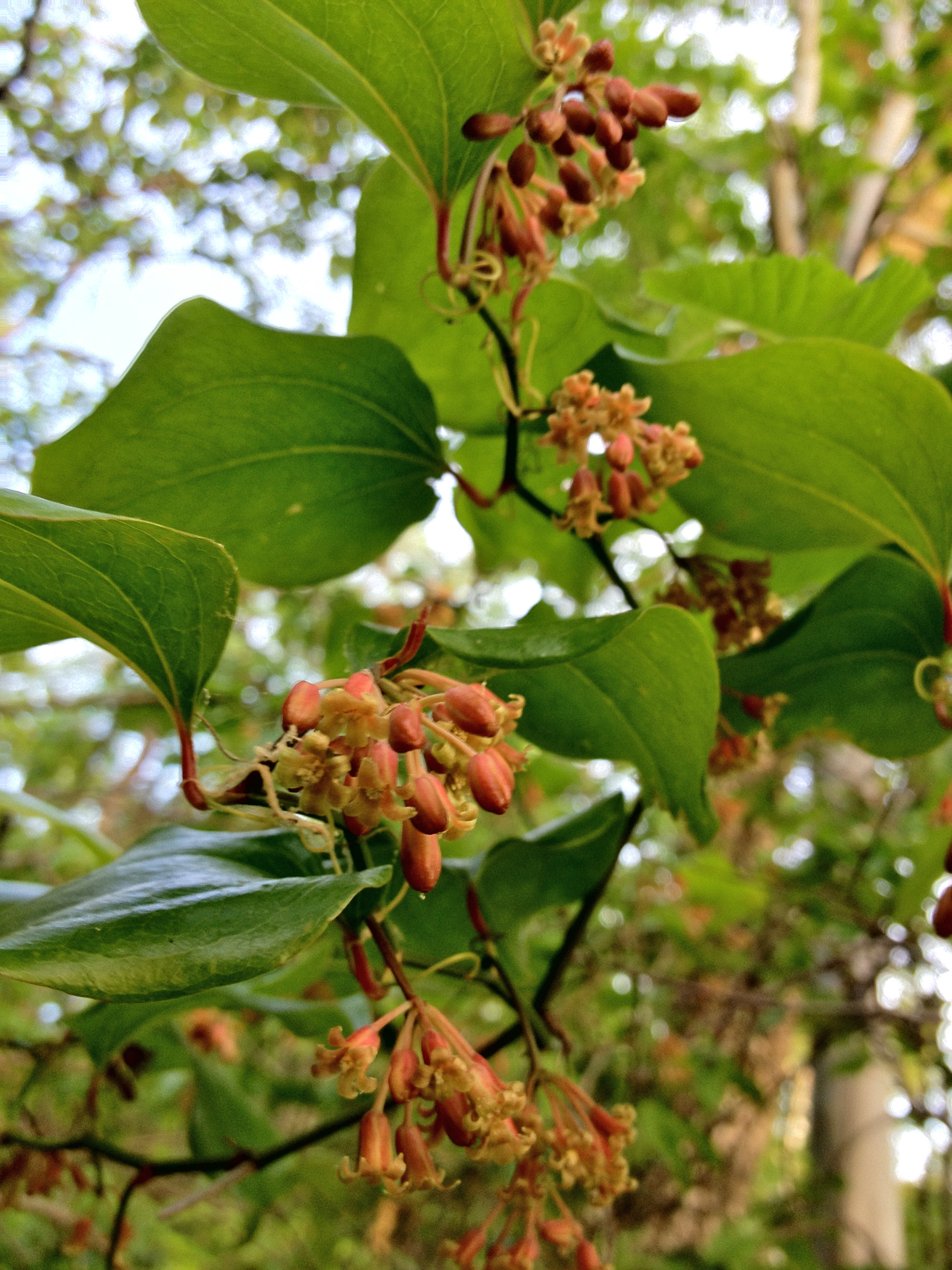
Smilax rotundifolia

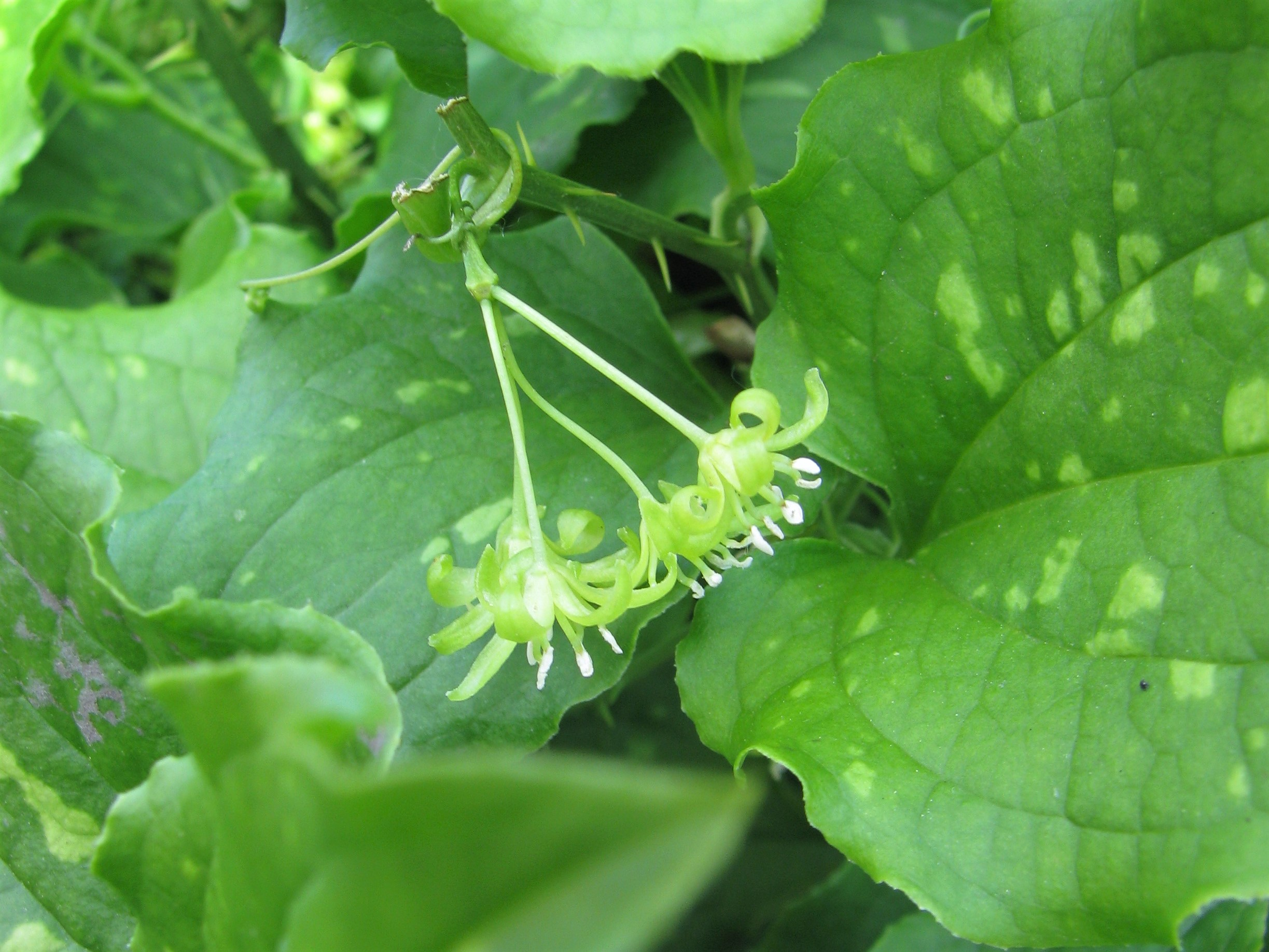
Smilax tamnoides

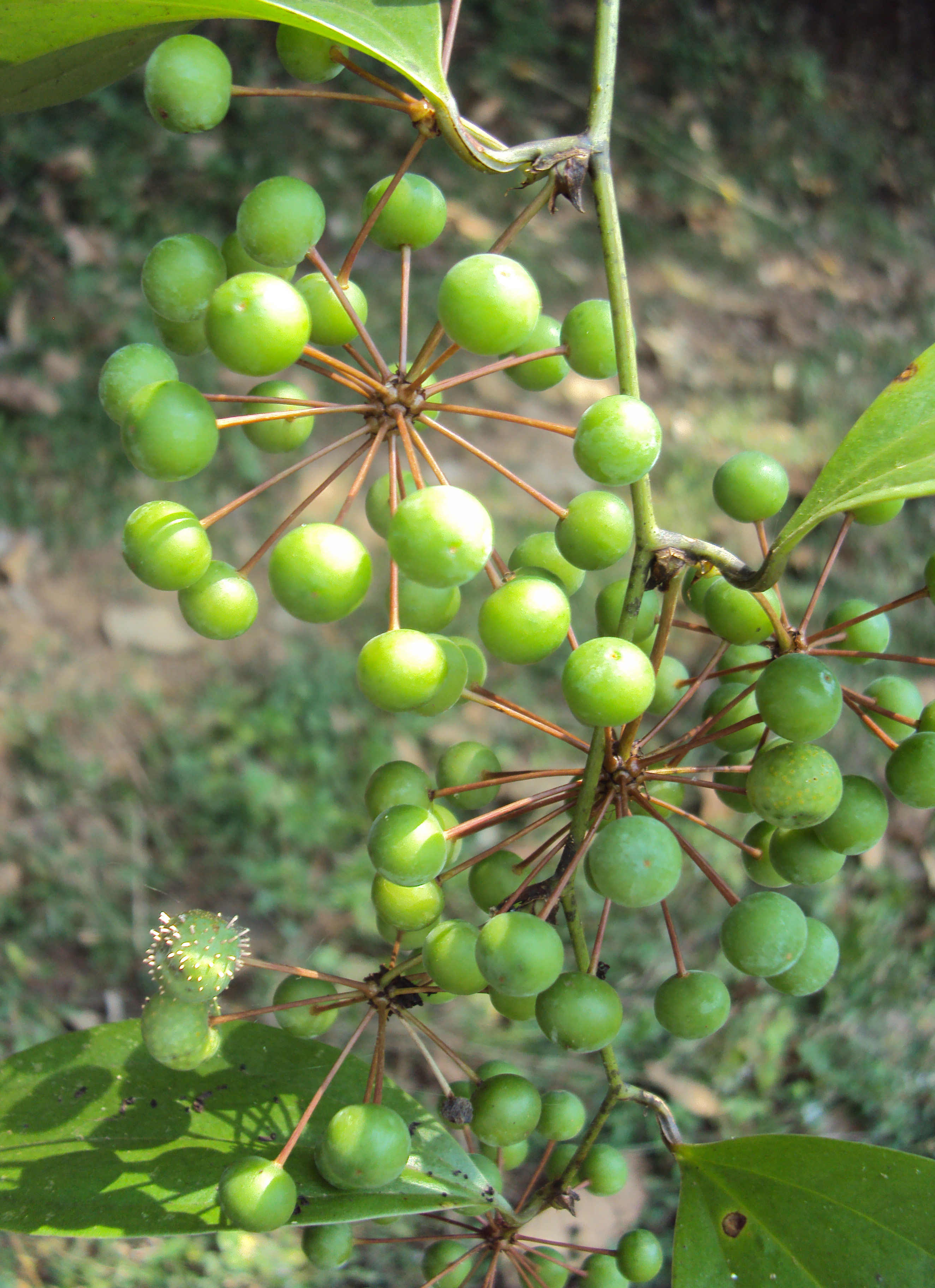
Smilax zeylanica

Il genere comprende le seguenti specie:
- Smilax aberrans Gagnep.
- Smilax aculeatissima Conran
- Smilax amamiana Z.S.Sun & P.Li
- Smilax amblyobasis K.Krause
- Smilax ampla Warb. ex K.Krause
- Smilax anceps Willd.
- Smilax anguina K.Krause
- Smilax annulata Warb. ex K.Krause
- Smilax aquifolium Ferrufino & Greuter
- Smilax arisanensis Hayata
- Smilax aristolochiifolia Mill.
- Smilax aspera L.
- Smilax aspericaulisWall. ex A.DC.
- Smilax assumptionis A.DC.
- Smilax astrosperma F.T.Wang & Tang
- Smilax auriculata  Walter
- Smilax australis R.Br.
- Smilax austrozhejiangensis Q.Lin
- Smilax azorica H.Schaef. & P.Schönfelder
- Smilax bapouensis H.Li
- Smilax basilata F.T.Wang & Tang
- Smilax bauhinioides Kunth
- Smilax bella J.F.Macbr.
- Smilax biflora Siebold ex Miq.
- Smilax biltmoreana (Small) J.B.Norton ex Pennell
- Smilax binchuanensis P.Li & C.X.Fu
- Smilax biumbellata T.Koyama
- Smilax blumei A.DC.
- Smilax bockii Warb.
- Smilax bona-nox L.
- Smilax borneensis A.DC.
- Smilax bracteata C.Presl
- Smilax brasiliensis Spreng.
- Smilax californica (A.DC.) A.Gray
- Smilax calophylla Wall. ex A.DC.
- Smilax cambodiana Gagnep.
- Smilax campestris Griseb.
- Smilax canariensis Willd.
- Smilax canellifolia Mill.
- Smilax celebica Blume
- Smilax chapaensis Gagnep.
- Smilax china L.
- Smilax chinensis (F.T.Wang) P.Li & C.X.Fu
- Smilax chingii F.T. Wang & Ts.Tang
- Smilax cinnamomea Desf. ex A.DC.
- Smilax cissoides M.Martens & Galeotti
- Smilax cocculoides Warb.
- Smilax cognata Kunth
- Smilax compta (Killip & C.V.Morton) Ferrufino
- Smilax corbularia Kunth
- Smilax cordato-ovata Rich.
- Smilax cordifolia Humb. & Bonpl. ex Willd.
- Smilax coriacea Spreng.
- Smilax cristalensis Ferrufino & Greuter
- Smilax cuprea Ferrufino & Greuter
- Smilax cuspidata Duhamel
- Smilax darrisii H.Lév.
- Smilax davidiana A.DC.
- Smilax densibarbata F.T.Wang & Tang
- Smilax discotis Warb.
- Smilax domingensis Willd.
- Smilax ecirrhata (Engelm. ex Kunth) S.Wats.
- Smilax elastica Griseb.
- Smilax elegans Wall.
- Smilax elegantissima Gagnep.
- Smilax elmeri Merr.
- Smilax elongatoumbellata Hayata
- Smilax emeiensis J.M.Xu
- Smilax erecta Merr.
- Smilax excelsa L.
- Smilax extensa A.DC.
- Smilax ferox Wall. ex Kunth
- Smilax flavicaulis Rusby
- Smilax fluminensis Steud.
- Smilax fooningensis F.T.Wang & Tang
- Smilax fortunensis Ferrufino & Gómez-Laur.
- Smilax fui Z.C.Qi & P.Li
- Smilax gagnepainii T.Koyama
- Smilax gaudichaudiana Kunth
- Smilax gigantea Merr.
- Smilax gigantocarpa Koord.
- Smilax glabra Roxb.
- Smilax glauca Walter
- Smilax glaucochina Warb.
- Smilax glyciphylla Sm.
- Smilax goyazana A.DC.
- Smilax gracilior Ferrufino & Greuter
- Smilax griffithii A.DC.
- Smilax guianensis Vitman
- Smilax guiyangensis C.X.Fu & C.D.Shen
- Smilax havanensis Jacq.
- Smilax hayatae T.Koyama
- Smilax hemsleyana Craib.
- Smilax herbacea L.
- Smilax hilariana A.DC.
- Smilax hirtellicaulis C.Y.Wu & C.Chen ex P.Li
- Smilax horridiramula Hayata
- Smilax hugeri (Small) J.B.Norton ex Pennell
- Smilax hypoglauca Benth.
- Smilax ilicifolia Desv. ex Ham.
- Smilax illinoensis Mangaly
- Smilax indosinica T.Koyama
- Smilax inversa T.Koyama
- Smilax irrorata Mart. ex Griseb.
- Smilax jamesii G.Wallace
- Smilax japicanga Griseb.
- Smilax javensis A.DC.
- Smilax kaniensis K.Krause
- Smilax keyensis Warb. ex K.Krause
- Smilax kingii Hook.f.
- Smilax klotzschii Kunth
- Smilax korthalsii A.DC.
- Smilax kwangsiensis F.T.Wang & Tang
- Smilax laevis Wall. ex A.DC.
- Smilax lanceifolia Roxb.
- Smilax lappacea Humb. & Bonpl. ex Willd.
- Smilax larvata Griseb.
- Smilax lasioneura Hook.
- Smilax laurifolia L.
- Smilax lebrunii H.Lév.
- Smilax leucophylla Blume
- Smilax ligneoriparia C.X.Fu & P.Li
- Smilax ligustrifolia A.DC.
- Smilax loheri Merr
- Smilax longiflora (K.Y.Guan & Noltie) P.Li & C.X.Fu
- Smilax longifolia Rich.
- Smilax lucidaMerr.
- Smilax luei T.Koyama
- Smilax lunglingensis F.T.Wang & Tang
- Smilax lushuiensis S.C.Chen
- Smilax lutescens Vell.
- Smilax luzonensis Presl
- Smilax macrocarpa Blume
- Smilax magnifolia J.F.Macbr.
- Smilax mairei Lev.
- Smilax malipoensis S.C.Chen
- Smilax maritima Feay ex Alph.Wood
- Smilax maypurensis Humb. & Bonpl. ex Willd.
- Smilax megacarpa A.DC.
- Smilax megalantha C.H.Wright
- Smilax melanocarpa Ridl.
- Smilax melastomifolia Sm.
- Smilax menispermoidea A.DC.
- Smilax micrandra (T.Koyama) P.Li & C.X.Fu
- Smilax micrantha Blume
- Smilax microdontus Z.S.Sun & C.X.Fu
- Smilax microphylla C.H.Wright
- Smilax minarum A.DC.
- Smilax minutiflora A.DC.
- Smilax modesta A.DC.
- Smilax mollis Humb. & Bonpl. ex Willd.
- Smilax moranensis Mart. & Galeotti
- Smilax munita S.C.Chen
- Smilax muscosa Toledo
- Smilax myosotiflora A.DC.
- Smilax myrtillus A.DC.
- Smilax nageliana A.DC.
- Smilax nana F.T.Wang
- Smilax nantoensis T.Koyama
- Smilax neocaledonica Schltr
- Smilax neocyclophylla I.M.Turner
- Smilax nervomarginata Hayata
- Smilax nigrescens F.T.Wang & Tang
- Smilax nipponica Miq.
- Smilax nova-guineensis T.Koyama
- Smilax obliquata Duhamel
- Smilax oblongata Sw.
- Smilax oblongifolia Pohl ex Griseb.
- Smilax ocreata DC.
- Smilax odoratissima Blume
- Smilax officinalis Kunth
- Smilax orbiculata Labill.
- Smilax ornata Lem.
- Smilax orthoptera A.DC.
- Smilax outanscianensis Pamp.
- Smilax ovalifolia Roxb.
- Smilax ovatolanceolata T.Koyama
- Smilax pachysandroides T.Koyama
- Smilax paniculata M.Martens & Galeotti
- Smilax papuana Lauterb.
- Smilax perfoliata Lour.
- Smilax pertenuis T.Koyama
- Smilax petelotii T.Koyama
- Smilax pilcomayensis Guagl. & S.Gattuso
- Smilax pilosa Andreata & Leoni
- Smilax pinfaensis H.Lév. & Vaniot
- Smilax plurifurcata A.DC.
- Smilax poilanei Gagnep.
- Smilax polyacantha Wall. ex Kunth
- Smilax polyandra (Gagnep.) P.Li & C.X.Fu
- Smilax polyantha Griseb.
- Smilax polycolea Warb.
- Smilax populnea Kunth
- Smilax pottingeri Prain
- Smilax prolifera Roxb.
- Smilax pseudochina L.
- Smilax pulverulenta Michx.
- Smilax pumila Walter
- Smilax purhampuy Ruiz
- Smilax purpurata G.Forst.
- Smilax pygmaea Merr.
- Smilax quadrata A.DC.
- Smilax quadrumbellata T.Koyama
- Smilax quinquenervia Vell.
- Smilax remotinervis Hand.-Mazz.
- Smilax retroflexa (F.T.Wang & Tang) S.C.Chen
- Smilax riparia A.DC.
- Smilax rotundifolia L.
- Smilax roxburghiana Wall. ex A.DC.
- Smilax rubromarginata K.Krause
- Smilax rufescens Griseb.
- Smilax sailenii Sarma, Baruah & Borthakur
- Smilax salicifolia Griseb.
- Smilax sanguinea Posada-Ar.
- Smilax santaremensis A.DC.
- Smilax saulensis J.D.Mitch.
- Smilax schomburgkiana Kunth
- Smilax scobinicaulis C.H.Wright
- Smilax sebeana Miq.
- Smilax seisuiensis (Hayata) P.Li & C.X.Fu
- Smilax septemnervia (F.T.Wang & Tang) P.Li & C.X.Fu
- Smilax setiramula F.T.Wang & Tang
- Smilax setosa Miq.
- Smilax sieboldii Miq.
- Smilax silverstonei Botina
- Smilax sinclairii T.Koyama
- Smilax siphilitica Humb. & Bonpl. ex Willd.
- Smilax solanifolia A.DC.
- Smilax spicata Vell.
- Smilax spinosa Mill.
- Smilax spissa Killip & C.V.Morton
- Smilax spruceana A.DC.
- Smilax stans Maxim.
- Smilax stenophylla A.DC.
- Smilax subinermis C.Presl
- Smilax subpubescens A.DC.
- Smilax subsessiliflora Poir.
- Smilax sumatrensis (A.DC.) P.Li & C.X.Fu
- Smilax synandra Gagnep.
- Smilax talbotiana A.DC.
- Smilax tamnoides L.
- Smilax tetraptera Schltr
- Smilax timorensis A.DC.
- Smilax tomentosa Kunth
- Smilax trachypoda J.B.Norton
- Smilax trinervula Miq.
- Smilax tsinchengshanensis F.T.Wang
- Smilax tuberculata C.Presl
- Smilax turbans F.T.Wang & Tang
- Smilax utilis C.H.Wright
- Smilax vaginata Decne.
- Smilax vanchingshanensis (F.T.Wang & Tang) F.T.Wang & Tang
- Smilax velutina Killip & C.V.Morton
- Smilax verrucosa Griseb.
- Smilax verticalis Gagnep.
- Smilax vitiensis (Seem.) A.DC.
- Smilax wallichii Kunth
- Smilax walteri Pursh.
- Smilax wightii A.DC.
- Smilax williamsii Merr.
- Smilax yunnanensis S.C.Chen
- Smilax zeylanica L.

## Usi

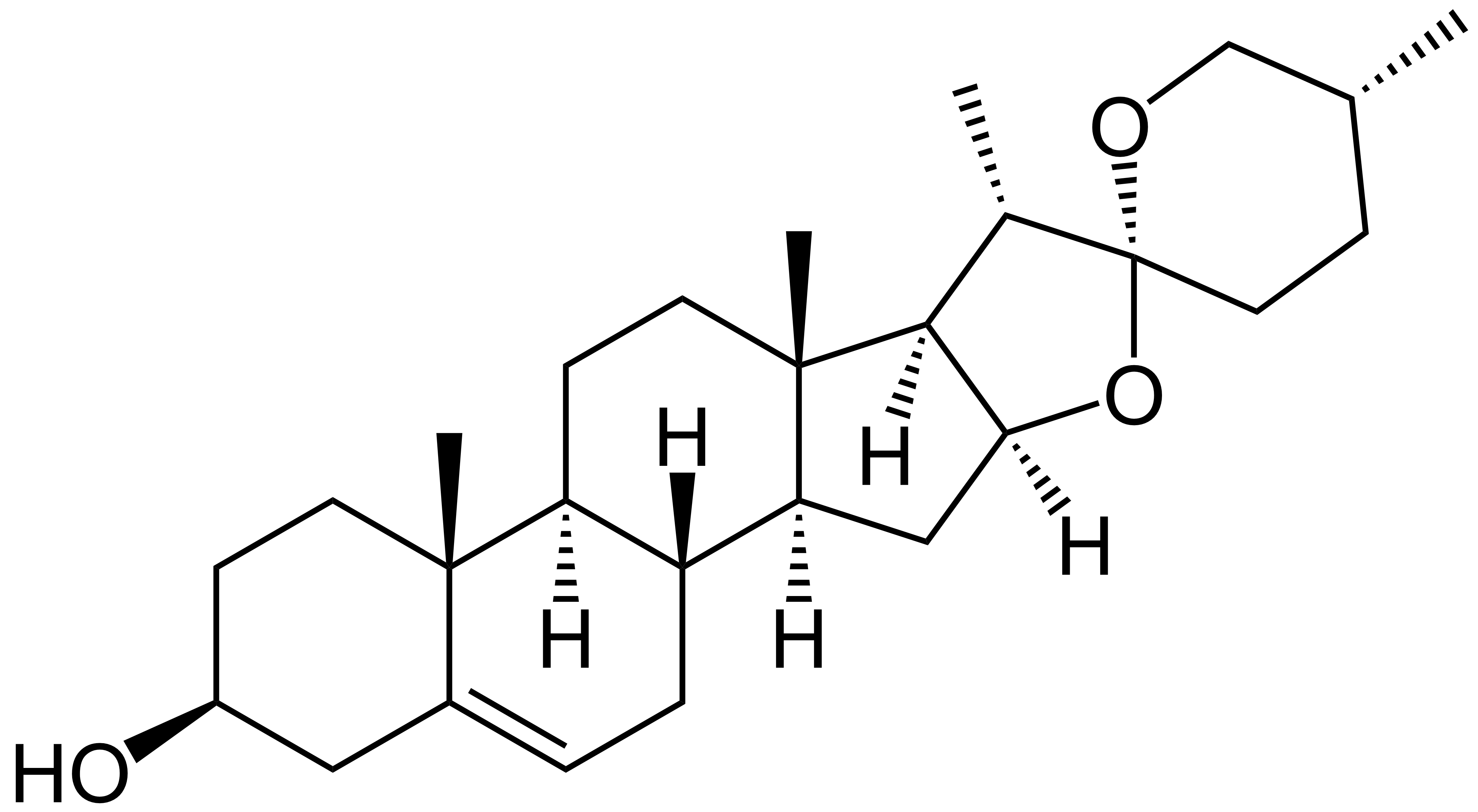
Diosgenina si trova nella S. menispermoidea

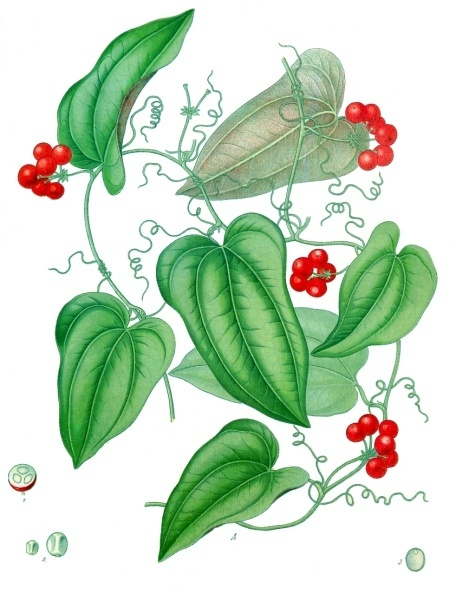
Sarsaparilla americana (S. aristolochiifolia) da Koehler's Medizinal-Pflanzen

Un estratto dalle radici di alcune specie, la più significativa S. ornata (sarsapariglia giamaicana), vengono utilizzate per produrre la bevanda sarsaparilla e altre root beer come la popolare Baba Roots dalla Giamaica. Due specie, S. domingensis e S. havanensis, sono utilizzate nella tradizionale bevanda cubana chiamata pru. Le radici possono essere usate anche in minestre o stufati. I germogli giovani possono essere mangiate crude o cotte e hanno gusto di asparago e le bacche possono essere mangiate crude o cotte. Le frittelle imbottite di smilax o fúlíng jiābǐng (cinese semplificato: 茯苓夹饼; cinese tradizionale: 茯苓夾餅), sono un tradizionale spuntino della zona di Pechino. La S. glabra viene utilizzata nella farmacologia cinese. È anche un ingrediente-chiave nel dessert medico cinese guīlínggāo (cinese semplificato: 龟苓膏; cinese tradizionale: 龜苓膏; letteralmente "gelatina di tartaruga e sarsapariglia (Smilax glabra)"), che utilizza le sue proprietà per formare certi tipi di gelatina.
Le polverose radici della sarsapariglia giamaicana sono note come Rad. Sarzae. Jam. In farmacologia e sono utilizzate come medicina tradizionale contro la gotta nei Paesi dell'America Latina. Il Koehler's Medizinal-Pflanzen del 1887 discute la sarsaparilla americana (S. aristolochiifolia), ma già verso il 1569, nel suo trattato dedicato alla sifilide, lo studioso persiano Imad al-Din Mahmud ibn Mas'ud Shirazi diede una dettagliata valutazione delle proprietà medicinali della radice cinese.
È scritto che la diosgenina, una sapogenina steroide, proviene dalla S. menispermoidea. Altre componenti attive ritenute presenti in varie specie sono la parillina, detta anche sarsaparillina o smilacina, acido sarsapico, sarsapogenina e sarsaponina.
Grazie ai fiori ricchi di nettare, specie quali la sarsapariglia americana (S. aristolochiifolia) e  S. officinalis, sono anche utili piante da miele.